# 佐々木崇雄
佐々木 崇雄（ささき たかお、1980年1月7日 - ）は、東京都出身の俳優。ホリプロ所属。
身長は186cm、バスト97cm、ウェスト77cm、ヒップ96cm、靴のサイズは27.5cm、血液型はAB型。

## 人物
- 特技は殺陣、フリースタイルスキー、フットサル。
- 趣味は読書、写真、サーフィン、フットサル。
- 1996年よりパリ・コレクションやミラノ・コレクションといった海外のファッションショーでモデルとして活躍。
- 映画「風の外側」で主演デビュー。
- モデル時代はビーナチュラルに所属していた。2008年6月1日、所属事務所『オフィスパレット』から『キャンディット』、2010年『ホリプロ』に移籍した。
- 2010年11月6日（土）〜14日まで、オーストラ・マコンドー「そのとき橋には誰もいなかった」（於：アサヒ・アートスクエア）に出演。

## 出演

### テレビ
NHK
- 土曜ドラマスペシャル「使命と魂のリミット」（2011年11月5日・12日） - 福島昌也 役

日本テレビ
- バンビ〜ノ! - 永井寛和 役
- スペシャルドラマ「離婚シンドローム」（2010年6月30日）

テレビ朝日系列
- 土曜ワイド劇場「火災調査官・紅蓮次郎11・12」（2010年11月20日・2012年1月14日） - 火災調査官 役

TBS系列
- スイート10〜最後の恋人〜 - 沢田正美　役
- 月曜ゴールデン「狩矢警部シリーズ7・小野小町殺人事件」（2009年11月）

フジテレビ系列
- 金曜プレステージ「外科医 鳩村周五郎8」（2011年7月1日） - 平松和也 役

テレビ東京系列
- FREEDOM
- 最強武将伝 三国演義 - 段珪、程昱 役

インターネット
- 九人のシンデレラ - 伊集院 役

### 映画
- origami
- 風の外側
- 七瀬ふたたび プロローグ（2010年）
- 白夜行（2011年）
- おかえり、はやぶさ（2012年）

### CM
- エルセーヌ
- 和信i-mode（台湾のみ）
- OBビール(韓国のみ）
- SKテレコム(韓国のみ）
- 京セラミタ コピー - イケメンサービスマン 役

### 舞台
- 黒蜥蜴
- サヨナラとさようならをする 漣編 - 日下省吾 役
- オーストラ・マコンドー『そのとき橋には誰にもいなかった』（2010年11月6日 - 14日、アサヒ・アートスクエア）

### スチル
- maru
- ユニクロ

### その他
- 東京コレクション
- パリコレクション
- ミラノコレクション
- 街頭ビジョン情報番組「NOW IS THE FUTURE」